# Rachel Scott (periodista)
Rachel V. Scott (nacida el 5 de mayo de 1993) es una periodista estadounidense que actualmente se desempeña como corresponsal principal del Congreso para ABC News.

## Primeros años de vida
Scott se crio en Diamond Bar, California, donde se graduó de Diamond Bar High School en 2011. En 2012, fue elegida como pasante en el Programa de Pasantías de la Casa Blanca durante la presidencia de Barack Obama.
Scott solicitó admisión como estudiante en la Universidad del Sur de California (USC), pero su admisión fue rechazada. Ella afirmó: «Aunque no podía verlo en ese momento, esa carta de rechazo en realidad me estaba acercando a nuevas oportunidades, a un sueño que aún no había realizado». Más tarde se inscribió en la Universidad de California en Irvine (UCI), y se transfirió a la USC. En 2015, Scott se graduó con una licenciatura de la Escuela de Comunicación y Periodismo Annenberg de la USC.

## Carrera
En 2016, Scott fue contratado como asociado de producción para ABC News Live. Mientras trabajaba como productora para GMA Digital, también se convirtió en corresponsal al aire para la cadena de noticias afiliada de ABC, WTNH, en New Haven, donde informó las noticias del fin de semana. El 20 de julio de 2020, fue ascendida a corresponsal de ABC News en la Casa Blanca y corresponsal en DC. Scott se convirtió en corresponsal del Congreso cubriendo el Capitolio, y durante su primera semana en el trabajo, informó sobre el asalto al Capitolio de los Estados Unidos de 2021.
En junio de 2021, Scott recibió atención de los medios por preguntarle al presidente ruso Vladímir Putin: «La lista de sus oponentes políticos que están muertos, prisioneros o encarcelados es larga ... ¿De qué tiene tanto miedo?». Un año después, en 2022, recibió el premio Emmy de Noticia y Documental como periodista emergente destacada, que fue el primer año en que se introdujo la categoría.
En enero de 2023, Scott fue ascendido a corresponsal principal de la cadena en el Congreso. El 13 de julio de 2024, Scott estaba informando en el evento de campaña donde ocurrió el intento de asesinato de Donald Trump en Butler (Pensilvania).
El 31 de julio de 2024, Donald Trump llegó a un panel de entrevistas ante la Asociación Nacional de Periodistas Negros (NABJ), donde fue entrevistado por Scott, Harris Faulkner de Fox News y Kadia Goba de Semafor. Scott comenzó su entrevista repitiendo las declaraciones anteriores de Trump sobre las mujeres líderes negras y de otras razas, su apoyo a los perpetradores del asalto al Capitolio y sus críticas hacia las iniciativas de diversidad, equidad e inclusión (DEI). Trump respondió que la línea de preguntas de Scott fue «una introducción muy grosera» y afirmó que Scott llegó 35 minutos tarde a la entrevista. Entertainment Weekly informó que una fuente presente en el evento confirmó que la hora de inicio se retrasóen realidad porque Trump estaba exigiendo que la NABJ no hiciera una verificación de hechos en vivo de sus respuestas. La entrevista recibió una atención significativa de los medios debido a los comentarios de Trump hacia la vicepresidenta y entonces presunta candidata demócrata, Kamala Harris, con Trump diciendo: «No sabía que [Harris] era negra hasta hace unos años, cuando se volvió negra y ahora quiere que la conozcan como negra. Así que no sé, ¿es india o es negra?».

## Vida personal
En enero de 2024, Scott anunció su compromiso con Elliot Smith.